# Moralismo
Il termine moralismo può assumere una varietà di significati.

## Significati
- in filosofia con "moralismo" ci si riferisce alla considerazione della legge morale come superiore ad ogni altra attività umana: com'è, ad esempio, nell'affermato primato della Ragion pratica sull'attività teoretica in Kant o nella filosofia di Fichte denominata "moralismo puro" per intendere che il principio dell'azione è a fondamento e giustificazione di ogni aspetto della vita dell'individuo.[1]  In un senso attinente può essere valutata la dottrina del "moralismo assoluto" di Guido Calogero che sostiene che nei rapporti tra gli uomini si impone l'imprescindibile legge morale del dialogo.[2] Oltre che nell'idealismo etico il moralismo appare nella filosofia contemporanea dell'attivismo, dell'energetismo [3] e nella dottrina del moralismo umanistico.[4]
- Moralismo può significare anche una  sopravvalutazione della morale considerata superiore ai principi del diritto o ai valori della religione come avviene nel pietismo protestante per cui il Vangelo è considerato essere un codice di buoni comportamenti. [5] Per il suo severo rigore morale il "pietismo" viene associato al rigorismo.
- Moralismo può anche riferirsi ad un atteggiamento di eccessivo richiamo alla norma nel suo aspetto formale (legalismo e giuridismo) applicato a  giudizi che portano spesso ad una disumanizzazione della morale o ai casi in cui il valore morale della norma giuridica viene identificato con il dettame religioso assunto in maniera acritica.
- Nel linguaggio comune, "moralismo" viene solitamente inteso spregiativamente come una degenerazione della morale usata con eccessiva intransigenza per una severa, talora ipocrita, condanna degli altri.[6]